# Liste der Bodendenkmale in Neu Wulmstorf
In der Liste der Bodendenkmale in Neu Wulmstorf sind alle Bodendenkmale der niedersächsischen Gemeinde Neu Wulmstorf aufgelistet. Die Quelle ist der Denkmalatlas Niedersachsen. Der Stand der Liste ist der 27. Oktober 2024.

## Allgemein
In den Spalten finden sich folgende Informationen des Bodendenkmales :
- Lage        : geographische Koordinaten
- Bezeichnung : Bezeichnung lt. Denkmalatlas
- Beschreibung: Beschreibung lt. Denkmalatlas
- ID          : Objekt-ID
- Bild        : Bild, ggf. zusätzlich mit Link zu weiteren Fotos im Medienarchiv Wikimedia Commons.

## Elstorf
| Lage                        | Bezeichnung            | Beschreibung | ID       | Bild |
| --------------------------- | ---------------------- | --- | -------- | ---- |
| 53° 24′ 22″ N, 9° 47′ 14″ O | Elstorf 20, Grabhügel  | | 28959972 | BW   |
| 53° 24′ 28″ N, 9° 46′ 40″ O | Elstorf 36, Grabhügel  | Durchmesser 16 m und erhaltenen Höhe 1,4 m. | 28959981 | BW   |
| 53° 24′ 31″ N, 9° 47′ 9″ O  | Elstorf 41, Grabhügel  | Breit auseinandergeflossen, zu einem großen Teil in einem Grenzstreifen zwischen Feldern. Feldweg quert im Norden. Durchmesser ca. 13 m, erhaltene Höhe 0,7 m.       | 28959982 | BW   |
| 53° 25′ 51″ N, 9° 44′ 41″ O | Elstorf 104, Grabhügel | Oberflächlich stark zerwühlt, Durchmesser 18 m und erhaltene Höhe 1,5 m.                                                                                             | 28959983 | BW   |
| 53° 25′ 55″ N, 9° 44′ 23″ O | Elstorf 111, Grabhügel | Breit auseinandergepflügt, im Ackerland erhalten. Ursprünglich ca. 25 m Durchmesser, heute noch als flache, ca. 0,4 m hohe Kuppe mit ca. 29 m Durchmesser erkennbar. | 28962014 | BW   |
| 53° 25′ 41″ N, 9° 44′ 38″ O | Elstorf 120, Grabhügel | Durch jüngeres Wölbackersystem Oberfläche stark zerwühlt. Durchmesser ca. 10 m, erhaltene Höhe 0,4 m.                                                                | 28959984 | BW   |

### Elstorf 16
- ID:28959965
- Südlich Elstorf in der Siedlung Bachheide gelegenes Grabhügelfeld aus ehemals 11 Grabhügeln mit 5 – 16 m Durchmesser und 0,4 – 1,8 m erhaltener Höhe. Drei wurden zerstört.

| Lage                        | Bezeichnung | Beschreibung | ID       | Bild |
| --------------------------- | ----------- | --- | -------- | ---- |
| 53° 24′ 20″ N, 9° 47′ 18″ O | Elstorf 16  | Rund, oberflächlich zerwühlt von breit gewölbter Form. Durchmesser 15 m, erhaltene Höhe 1,2 m.                          | 28959969 | BW   |
| 53° 24′ 20″ N, 9° 47′ 13″ O | Elstorf 17  | Rund, oberflächlich stark zerwühlt, von breit gewölbter Form. Durchmesser 15 m, erhaltene Höhe 1 m.                     | 28959971 | BW   |
| 53° 24′ 21″ N, 9° 47′ 3″ O  | Elstorf 22  | Rund, kräftig gewölbt, Durchmesser 16 m und erhaltene Höhe 1,7 m.                                                       | 28959963 | BW   |
| 53° 24′ 22″ N, 9° 47′ 3″ O  | Elstorf 23  | Rund, kräftig gewölbt, Durchmesser 12 m, erhaltene Höhe 1,3 m.                                                          | 28959973 | BW   |
| 53° 24′ 22″ N, 9° 47′ 1″ O  | Elstorf 24  | Ehemals wuchtig, gut erhalten, Durchmesser 16 m und erhaltene Höhe 1,8 m. Mittlerweile die gesamte Westhälfte zerstört. | 28959974 | BW   |
| 53° 24′ 22″ N, 9° 47′ 2″ O  | Elstorf 25  | Klein, flach, Durchmesser 5 m und erhaltene Höhe 0,4 m.                                                                 | 28959975 | BW   |
| 53° 24′ 22″ N, 9° 46′ 59″ O | Elstorf 26  | Rund, Durchmesser 11 m und erhaltene Höhe 1,1 m.                                                                        | 28959976 | BW   |

### Elstorf 32
- ID:28959968
- Südsüdwestl. von Elstorf am Nordostrand der Siedlung Eversen gelegenes Grabhügelfeld mit 4 Grabhügeln. Durchmesser 8 – 15 m, erhaltene Höhen 0,8 – 1,2 m.

| Lage                        | Bezeichnung | Beschreibung | ID       | Bild |
| --------------------------- | ----------- | --- | -------- | ---- |
| 53° 24′ 27″ N, 9° 46′ 30″ O | Elstorf 32  | | 28959977 | BW   |
| 53° 24′ 27″ N, 9° 46′ 31″ O | Elstorf 33  | Rund, breit gewölbt in gutem Erhaltungszustand. Durchmesser 12 m, erhaltene Höhe 1 m.                                                               | 28959978 | BW   |
| 53° 24′ 27″ N, 9° 46′ 31″ O | Elstorf 34  | Wuchtig, geprägt durch eine große alte Eingrabung in der Mitte. Grundstücksgrenze mitten über den Hügel. 15 m Durchmesser und 1,2 m erhaltene Höhe. | 28959979 | BW   |
| 53° 24′ 29″ N, 9° 46′ 32″ O | Elstorf 35  | Flach gewölbt, Durchmesser 14 m und erhaltene Höhe 0,8 m.                                                                                           | 28959970 | BW   |

## Neu Wulmstorf
| Lage                        | Bezeichnung                      | Beschreibung | ID       | Bild |
| --------------------------- | -------------------------------- | --- | -------- | ---- |
| 53° 27′ 6″ N, 9° 48′ 45″ O  | Neu Wulmstorf 12, Grabhügel      | Rund, gut erhalten, Durchmesser 18 m und erhaltenen Höhe noch 1,8 m | 28959985 | BW   |
| 53° 27′ 14″ N, 9° 48′ 36″ O | Neu Wulmstorf 14, Grabhügel      | Rundlich, Durchmesser 15 m, erhaltene Höhe noch 0,7 m, bis in die 1990er Jahre stark durch Militärfahrzeuge beschädigt.                                                                           | 28959987 | BW   |
| 53° 27′ 12″ N, 9° 48′ 39″ O | Neu Wulmstorf 16, Grabhügel      | Rund, gleichmäßig gewölbt, Durchmesser 15 m und erhaltenen Höhe ca.1 m. | 28959986 | BW   |
| 53° 27′ 10″ N, 9° 48′ 42″ O | Neu Wulmstorf 17, Grabhügel      | Rund, flach, Durchmesser 12 m und erhaltenen Höhe 0,7 m. Am O-Rand Eingrabung. | 28959988 | BW   |
| 53° 27′ 7″ N, 9° 48′ 45″ O  | Neu Wulmstorf 18, Grabhügel      | Gut erhalten, rund, Durchmesser 20 m und erhaltenen Höhe ca. 2 m. | 28959989 | BW   |
| 53° 26′ 20″ N, 9° 51′ 4″ O  | Neu Wulmstorf 22, Grabhügel      | Rundlich, Durchmesser 10 m und erhaltenen Höhe 1,3 m. An der W-Seite eine tiefe Abgrabung für Carport, in der Mitte eine alte Eingrabung.                                                         | 28959990 | BW   |
| 53° 26′ 18″ N, 9° 51′ 6″ O  | Neu Wulmstorf 23, Grabhügel      | Abgeflacht, rundlich, Durchmesser 12 m und erhaltenen Höhe ca. 1 m. Soll angeblich ein Steingrab enthalten haben.                                                                                 | 28960081 | BW   |
| 53° 26′ 25″ N, 9° 51′ 0″ O  | Neu Wulmstorf 24, Grabhügel      | Rundlich, gut erhalten, Durchmesser 12 m, erhaltene Höhe noch 1,8 m. Grenzgraben quer durch den Hügel, weitere kleinere Störungen von Müllkuhlen die vormalige Grundstücksbesitzer hier anlegten. | 28986562 | BW   |
| 53° 26′ 21″ N, 9° 51′ 5″ O  | Neu Wulmstorf 25, Grabhügel      | Stark gestört, moderne Grenzgräben vierteln den Hügel von Südost nach Nordwest und von Südwest nach Nordost.                                                                                      | 28983808 | BW   |
| 53° 25′ 49″ N, 9° 50′ 13″ O | Neu Wulmstorf 155, Grabhügel     | Rund mit steilem Rand und abgeflachter Kuppe, Durchmesser 15 m, erhaltene Höhe 1,2 m. | 28960206 | BW   |
| 53° 25′ 50″ N, 9° 50′ 13″ O | Neu Wulmstorf 156, Grabhügel     | Leicht oval, breit, sanft gewölbt, Durchmesser 15 m, erhaltene Höhe 1,2 m. | 28960207 | BW   |
| 53° 25′ 51″ N, 9° 50′ 14″ O | Neu Wulmstorf 157, Grabhügel     | Gleichmäßig, kräftig gewölbt in gutem Erhaltungszustand. Durchmesser 15 m, erhaltene Höhe 1,5 m.                                                                                                  | 28960208 | BW   |
| 53° 25′ 44″ N, 9° 50′ 23″ O | Neu Wulmstorf 166, Grabhügel     | Sanft gewölbt, isoliert liegend, Rand verfließend, Mitte eingesunken. Durchmesser 12 m, erhaltene Höhe 0,8 m.                                                                                     | 28960216 | BW   |
| 53° 25′ 32″ N, 9° 49′ 53″ O | Neu Wulmstorf 167, Großsteingrab | Überhügeltes Langbett von etwa 54 m Länge, 10 m Breite und 1,5 m Höhe in West-Ost-Orientierung. Datiert wahrscheinlich in die ältere Trichterbecherkultur.                                        | 28960217 | BW   |

### Neu Wulmstorf 104
- ID:28960085
- Grabhügelfeld westlich von Daerstorf mit 8 erhaltenen Grabhügeln, Durchmesser 11 – 22 m und sind 0,5 – 1,6 m hoch erhalten. Ein Grabhügel besitzt eine ungewöhnliche langovale Form, während ein zweiter nur noch als stark beschädigter Rest erhalten ist.

| Lage                       | Bezeichnung       | Beschreibung | ID       | Bild |
| -------------------------- | ----------------- | --- | -------- | ---- |
| 53° 26′ 8″ N, 9° 47′ 53″ O | Neu Wulmstorf 110 | Unförmig, erhaltene Höhe ca. 0,6 m. Von der N-Seite angegraben, zeigt eine deutliche Mulde in der Mitte und durch Kaninchenbauten stark zerwühlt. 1949 wurden Urnenscherben geborgen. | 28960082 | BW   |
| 53° 26′ 9″ N, 9° 47′ 52″ O | Neu Wulmstorf 123 | Rundlich, durch einzelne Pflanzfurchen gestört. Durchmesser 7 m, erhaltene Höhe 0,5 m.                                                                                                | 28960094 | BW   |
| 53° 26′ 9″ N, 9° 47′ 53″ O | Neu Wulmstorf 124 | Rest, ehemals rundlich, Länge 13 m, Breite 10 m, erhaltene Höhe 0,4 m. Abgeflacht durch Kuppenmulde, sehr große, flache Abgrabung an Südseite.                                        | 28960095 | BW   |
| 53° 26′ 8″ N, 9° 47′ 52″ O | Neu Wulmstorf 125 | Rund, Durchmesser 8 m und ,erhaltenen Höhe 0,5 m. In der Mitte eine Mulde. | 28960090 | BW   |
| 53° 26′ 8″ N, 9° 47′ 52″ O | Neu Wulmstorf 126 | | 28963102 | BW   |
| 53° 26′ 7″ N, 9° 47′ 52″ O | Neu Wulmstorf 127 | Klein, rund, Durchmesser 8 m, erhaltene Höhe ca. 0,5 m. Auf dem Hügel steht eine Eiche, der Südteil teilweise abgegraben.                                                             | 28960097 | BW   |

### Neu Wulmstorf 113
- ID:28960085
- Grabhügelfeld westlich von Daerstorf mit 8 erhaltenen Grabhügeln, Durchmesser 11 – 22 m und sind 0,5 – 1,6 m hoch erhalten. Ein Grabhügel besitzt eine ungewöhnliche langovale Form, während ein zweiter nur noch als stark beschädigter Rest erhalten ist.

| Lage                        | Bezeichnung       | Beschreibung | ID       | Bild |
| --------------------------- | ----------------- | --- | -------- | ---- |
| 53° 26′ 14″ N, 9° 47′ 47″ O | Neu Wulmstorf 115 | Rundlich als Teil einer Grabhügelreihe: Länge 18 m, Breite 15 m, erhaltene Höhe 1,2 m. Oberfläche von Kaninchen zerwühlt.                             | 28960087 | BW   |
| 53° 26′ 14″ N, 9° 47′ 47″ O | Neu Wulmstorf 116 | Stattlich, rund, Durchmesser 18 m, erhaltene Höhe noch H. 1,6 m.                                                                                      | 28960088 | BW   |
| 53° 26′ 13″ N, 9° 47′ 47″ O | Neu Wulmstorf 117 | Durchmesser 12 m, erhaltene Höhe 0,5 m. In der Mitte eingegrabene Mulde.                                                                              | 28960084 | BW   |
| 53° 26′ 12″ N, 9° 47′ 47″ O | Neu Wulmstorf 118 | Rund, Durchmesser 11 m, erhaltene Höhe H. 0,5 m. | 28960089 | BW   |
| 53° 26′ 12″ N, 9° 47′ 47″ O | Neu Wulmstorf 119 | Stattlich, rund, Durchmesser 22 m und erhaltene Höhe 1,6 m. In der Mitte eine Mulde, im Randbereich zahlreiche Kaninchenbaue.                         | 28960091 | BW   |
| 53° 26′ 12″ N, 9° 47′ 46″ O | Neu Wulmstorf 120 | Länge ca. 18 m, Breite 10 m, erhaltene Höhe 0,7 m. Durch kleinen Wall(?) mit einem Grabhügel weiter östlich verbunden, eventuell einer Sandverwehung. | 28960092 | BW   |
| 53° 26′ 12″ N, 9° 47′ 46″ O | Neu Wulmstorf 121 | Rund, Durchmesser 12 m, erhaltene Höhe 0,6 m. Im Zentrum eine 2 × 3 m messende Eingrabung.                                                            | 28960093 | BW   |

### Neu Wulmstorf 138
- ID:28960086
- Grabhügelfeld südöstl. von Daerstorf im Wald. Es besteht aus 17, zum Teil sehr gut erhaltenen Grabhügeln. Durchmesser 10 – 20 m, erhaltene Höhen 0,6 – 1,6 m H. Jüngere, historische Wegespuren verlaufen zwischen den Hügeln und stören diese teilweise.

| Lage                        | Bezeichnung       | Beschreibung | ID       | Bild |
| --------------------------- | ----------------- | --- | -------- | ---- |
| 53° 25′ 52″ N, 9° 49′ 49″ O | Neu Wulmstorf 138 | | 28960098 | BW   |
| 53° 25′ 51″ N, 9° 49′ 48″ O | Neu Wulmstorf 139 | Kräftig gewölbt, Durchmesser 12 m und erhaltene Höhe 1,2 m.                                                                                             | 28960101 | BW   |
| 53° 25′ 51″ N, 9° 49′ 48″ O | Neu Wulmstorf 140 | Rund, kräftig gewölbt, Durchmesser 12 m und erhaltene Höhe 1,1 m.                                                                                       | 28960102 | BW   |
| 53° 25′ 52″ N, 9° 49′ 48″ O | Neu Wulmstorf 141 | | 28960103 | BW   |
| 53° 25′ 51″ N, 9° 49′ 49″ O | Neu Wulmstorf 142 | Stattlich, rund, Durchmesser 20 m und erhaltene Höhe 1,5 m. Von mehreren Seiten angegraben, in der Mitte tiefe Eingrabung, vermutlich ein Schützenloch. | 28960099 | BW   |
| 53° 25′ 50″ N, 9° 49′ 49″ O | Neu Wulmstorf 143 | Rundoval, stark gewölbt, Länge 13 m und Beite 10 m, erhaltene Höhe 1 m. Mehrere alte Eingrabungen stören.                                               | 28960100 | BW   |
| 53° 25′ 50″ N, 9° 49′ 47″ O | Neu Wulmstorf 144 | Rund, Durchmesser 11 m und erhaltene Höhe 0,7 m. Mehrere alte Eingrabungen verwischen die Konturen.                                                     | 28960106 | BW   |
| 53° 25′ 49″ N, 9° 49′ 49″ O | Neu Wulmstorf 145 | Durchmesser 15 m, erhaltene Höhe 1,4 m. Mehrere alte Eingrabungen, vermutlich Schützenlöcher, stören.                                                   | 28960105 | BW   |
| 53° 25′ 48″ N, 9° 49′ 49″ O | Neu Wulmstorf 146 | Rund, Durchmesser 15 m, Höhe 1,2 m. | 28960108 | BW   |
| 53° 25′ 51″ N, 9° 49′ 52″ O | Neu Wulmstorf 147 | Breit, sanft gewölbt, Durchmesser 15 m und erhaltene Höhe noch 0,9 m.                                                                                   | 28960107 | BW   |
| 53° 25′ 50″ N, 9° 49′ 51″ O | Neu Wulmstorf 148 | Annähernd rund, oben etwas abgeflacht, Durchmesser 12 m, erhaltene Höhe ca. 1 m.                                                                        | 28960109 | BW   |
| 53° 25′ 50″ N, 9° 49′ 54″ O | Neu Wulmstorf 149 | Klein, gleichmäßig gewölbt, Durchmesser 10 m, erhaltene Höhe 0,9 m.                                                                                     | 28960104 | BW   |
| 53° 25′ 50″ N, 9° 49′ 54″ O | Neu Wulmstorf 150 | Flach, Durchmesser 15 m, erhaltene Höhe 0,8 m. | 28960110 | BW   |
| 53° 25′ 52″ N, 9° 49′ 56″ O | Neu Wulmstorf 151 | Breit, nordöstliches Drittel der Anlage eines modernen Forstweges zum Opfer gefallen. Durchmesser ehemals 15 m, erhaltene Höhe 1,6 m.                   | 28960203 | BW   |
| 53° 25′ 50″ N, 9° 49′ 56″ O | Neu Wulmstorf 152 | Südöstliche Drittel durch die Anlage eines modernen Forstweges zerstört. Durchmesser ehemals 15 m, erhaltene Höhe 1,5 m.                                | 28960204 | BW   |
| 53° 25′ 51″ N, 9° 49′ 59″ O | Neu Wulmstorf 154 | Wuchtig, nach Nordwesten verflacht. Südwesthälfte massiv durch modernen Forstweg gestört. Durchmesser ehemals 17 m, erhaltene Höhe 1,4 m.               | 28960205 | BW   |

### Neu Wulmstorf 158
- ID:28959967
- Südöstlich von Daerstorf im Wald an einem Südwesthang liegt ein fast vollständig erhaltenes Grabhügelfeld. Es besteht aus 16 zumeist gut erhaltenen Grabhügeln, von denen nur einer bei der Anlage eines Forstweges zerstört wurde. Durchmesser 7 – 25 m und erhaltene Höhe von 0,7 – 2 m.

| Lage                        | Bezeichnung       | Beschreibung | ID       | Bild |
| --------------------------- | ----------------- | --- | -------- | ---- |
| 53° 25′ 26″ N, 9° 50′ 41″ O | Neu Wulmstorf 159 | Kräftig gewölbt, Durchmesser 12 m, erhaltene Höhe ca. 1,4 m.                                                                                        | 28960209 | BW   |
| 53° 25′ 26″ N, 9° 50′ 42″ O | Neu Wulmstorf 160 | Sanft gewölbt, Durchmesser 12 m, erhaltene Höhe 1,1 m.                                                                                              | 28960210 | BW   |
| 53° 25′ 26″ N, 9° 50′ 45″ O | Neu Wulmstorf 161 | Wuchtig, kräftig gewölbt, Durchmesser 15 m, erhaltene Höhe 1,6 m. In der Mitte eine Mulde.                                                          | 28960211 | BW   |
| 53° 25′ 26″ N, 9° 50′ 47″ O | Neu Wulmstorf 162 | Kräftig gewölbt, massiv, Durchmesser 15 m, erhaltene Höhe 1,4 m.                                                                                    | 28960212 | BW   |
| 53° 25′ 27″ N, 9° 50′ 48″ O | Neu Wulmstorf 163 | | 28960213 | BW   |
| 53° 25′ 27″ N, 9° 50′ 47″ O | Neu Wulmstorf 164 | Sehr wuchtig, gut erhalten, Durchmesser 15 m und erhaltene Höhe 1,6 m.                                                                              | 28960214 | BW   |
| 53° 25′ 28″ N, 9° 50′ 48″ O | Neu Wulmstorf 165 | Kräftig gewölbt und sehr gut erhalten, Durchmesser 12 m, erhaltene Höhe 1,3 m.                                                                      | 28960215 | BW   |
| 53° 25′ 31″ N, 9° 50′ 46″ O | Neu Wulmstorf 168 | Ehemals rundlich, nun stark zerwühlt, Durchmesser 12 m, erhaltene Höhe ca. 1 m, Beschädigung stammt wahrscheinlich von Ausbruchgruben.              | 28960218 | BW   |
| 53° 25′ 30″ N, 9° 50′ 44″ O | Neu Wulmstorf 169 | Sehr wuchtig, stark verflacht, Durchmesser noch ca. 25 m, erhaltene Höhe bis 2 m. Im NW-Rand große, tiefe Grube, möglicherweise ein Bombentrichter. | 28960219 | BW   |
| 53° 25′ 29″ N, 9° 50′ 42″ O | Neu Wulmstorf 170 | Leicht oval, sanft gewölbt, Durchmesser 10 m, erhaltene Höhe 0,9 m.                                                                                 | 28960220 | BW   |
| 53° 25′ 31″ N, 9° 50′ 40″ O | Neu Wulmstorf 171 | Wuchtig, erheblich durch Grenzweg zerschnitten. Durchmesser ca. 15 m, erhaltene Höhe 1,4 m.                                                         | 28960221 | BW   |
| 53° 25′ 30″ N, 9° 50′ 39″ O | Neu Wulmstorf 172 | Annähernd rund, gleichmäßig gewölbt, gut erhalten, Durchmesser 12 m, erhaltene Höhe 1 m.                                                            | 28960222 | BW   |
| 53° 25′ 30″ N, 9° 50′ 37″ O | Neu Wulmstorf 173 | Rund, gleichmäßig gewölbt, gut erhalten, Durchmesser 10 m, erhaltene Höhe 0,9 m.                                                                    | 28960223 | BW   |
| 53° 25′ 30″ N, 9° 50′ 36″ O | Neu Wulmstorf 174 | Wuchtig, Durchmesser 15 m und erhaltene Höhe von 1,6 m. Teilweise durch alte Eingrabungen gestört.                                                  | 28960224 | BW   |
| 53° 25′ 31″ N, 9° 50′ 50″ O | Neu Wulmstorf 175 | Kräftig gewölbt, Durchmesser ca. 7 m, erhaltene Höhe 0,7 m.                                                                                         | 28960225 | BW   |

## Rade
| Lage                        | Bezeichnung        | Beschreibung | ID       | Bild |
| --------------------------- | ------------------ | --- | -------- | ---- |
| 53° 22′ 46″ N, 9° 48′ 57″ O | Rade 7, Steinkiste | Länge 2,80 m und mittlere Breite 1,50 m, Höhe 0,80 m. Das Ensemble lässt sich der Einzelgrabkultur des ausgehenden Neolithikums zuweisen.                                       | 28960226 | BW   |
| 53° 22′ 39″ N, 9° 48′ 53″ O | Rade 18, Grabhügel | | 28960228 | BW   |
| 53° 23′ 38″ N, 9° 48′ 45″ O | Rade 19, Grabhügel | Rund, abgeflachte Kuppe und 10 m Durchmesser und 0,8 m erhaltene Höhe. | 28960229 | BW   |
| 53° 23′ 36″ N, 9° 48′ 34″ O | Rade 20, Grabhügel | Rund mit zerwühlter Oberfläche. Durchmesser 16 m, erhaltene Höhe 1,2 m. | 28960230 | BW   |
| 53° 23′ 53″ N, 9° 47′ 34″ O | Rade 21, Grabhügel | Rund mit Störungen durch mittig angelegtes Schützenloch und große Grube an der Ostseite. Durchmesser ca. 15 m, erhaltene Höhe 0,6 m.                                            | 28960231 | BW   |
| 53° 23′ 53″ N, 9° 47′ 35″ O | Rade 22, Grabhügel | Rund mit stark zerwühlter Oberfläche. Durchmesser 14 m, erhaltene Höhe 0,4 m. Es gibt Hinweise, dass eine alt gefundene, kleine Felsgesteinaxt aus diesem Hügel stammen könnte. | 28960232 | BW   |
| 53° 23′ 31″ N, 9° 47′ 34″ O | Rade 24, Grabhügel | Fast rund mit fließend auslaufendem Randbereich und Einkuhlungen an der Oberfläche. Durchmesser 18 m, erhaltene Höhe 0,6 m.                                                     | 28960325 | BW   |
| 53° 23′ 27″ N, 9° 48′ 51″ O | Rade 30, Grabhügel | Klein, rund mit angegrabener Westseite. Durchmesser 6 m, erhaltene Höhe 0,5 m.                                                                                                  | 28960326 | BW   |
| 53° 23′ 24″ N, 9° 48′ 57″ O | Rade 31, Grabhügel | Annähernd rund mit Einkuhlungen an der Oberfläche, Durchmesser 14 m, erhaltene Höhe 0,5 m.                                                                                      | 28960327 | BW   |
| 53° 22′ 54″ N, 9° 46′ 46″ O | Rade 33, Grabhügel | Sehr flach, Durchmesser 9 m, erhaltene Höhe 0,4 m. | 28960227 | BW   |

## Schwiederstorf
| Lage                        | Bezeichnung                   | Beschreibung | ID       | Bild           |
| --------------------------- | ----------------------------- | --- | -------- | -------------- |
| 53° 24′ 20″ N, 9° 47′ 49″ O | Schwiederstorf 2, Grabhügel   | Rund, zerwühlt, Durchmesser 12 m und erhaltenen Höhe 0,7 m. Feldsteine abgelagert. | 28960328 | BW             |
| 53° 24′ 28″ N, 9° 48′ 21″ O | Schwiederstorf 4, Grabhügel   | Klein mit zerwühlter Oberfläche. Durchmesser 8 m, erhaltene Höhe 0,5 m. | 28960330 | BW             |
| 53° 24′ 29″ N, 9° 48′ 43″ O | Schwiederstorf 5, Grabhügel   | Rund, klein mit zerwühlter Oberfläche. Durchmesser 8 m, erhaltene Höhe 0,6 m. | 28960331 | BW             |
| 53° 24′ 28″ N, 9° 49′ 3″ O  | Schwiederstorf 6, Grabhügel   | | 28960332 | BW             |
| 53° 24′ 17″ N, 9° 49′ 27″ O | Schwiederstorf 8, Grabhügel   | | 28960333 | BW             |
| 53° 24′ 26″ N, 9° 49′ 29″ O | Schwiederstorf 9, Grabhügel   | Klein, gut erhaltene runde Steinsetzung am Hügelfuß. Durchmesser 8 m und erhaltene Höhe 0,7 m. | 28960334 | BW             |
| 53° 24′ 25″ N, 9° 49′ 37″ O | Schwiederstorf 10, Grabhügel  | Maße 25 m × 15 m. Fünf Findlinge in situ deuten an, dass es sich möglicherweise um die letzten Reste eines zerstörten Großsteingrabes handelt. | 28960335 | BW             |
| 53° 24′ 36″ N, 9° 50′ 23″ O | Schwiederstorf 11, Grabhügel  | Wuchtig, Kuppe leicht gemuldet, NW-Teil durch Anlage eines modernen Forstweges abgetragen. Durchmesser 15 m, erhaltene Höhe 1 m. | 28960336 | BW             |
| 53° 24′ 45″ N, 9° 50′ 21″ O | Schwiederstorf 12, Grabhügel  | Rund mit Einkuhlung am nördlichen Hügelfuß, Südostteil durch rezente Fahrspuren gestört. Durchmesser ca. 12 m, erhaltene Höhe 0,4 m. | 28960337 | BW             |
| 53° 24′ 47″ N, 9° 50′ 21″ O | Schwiederstorf 13, Grabhügel  | Klein, erhaltene Höhe 0,3 m und Durchmesser 8 m. | 28960338 | BW             |
| 53° 24′ 37″ N, 9° 50′ 31″ O | Schwiederstorf 14, Grabhügel  | Steil gewölbt, gut erhalten, Durchmesser 15 m, erhaltene Höhe 1,7 m. | 28960339 | BW             |
| 53° 24′ 38″ N, 9° 49′ 31″ O | Schwiederstorf 15, Grabhügel  | Rund, Durchmesser 12 m und erhaltene Höhe 0,8 m. | 28960340 | BW             |
| 53° 24′ 50″ N, 9° 49′ 55″ O | Schwiederstorf 17, Grabhügel  | Steil gewölbt, Durchmesser ca. 10 m, erhaltene Höhe 1,2 m. | 28960342 | BW             |
| 53° 24′ 49″ N, 9° 49′ 53″ O | Schwiederstorf 18, Grabhügel  | Rund, leicht oval, steil gewölbt, Länge 12 m, Breite 10 m und 1,3 m hoch erhalten. | 28960343 | BW             |
| 53° 24′ 52″ N, 9° 49′ 53″ O | Schwiederstorf 20, Grabhügel  | Kräftig gewölbt, Durchmesser 12 m und erhaltene Höhe 1,5 m. | 28960344 | BW             |
| 53° 24′ 52″ N, 9° 49′ 50″ O | Schwiederstorf 21, Grabhügel  | Kräftig gewölbt, Durchmesser 12 m, erhaltene Höhe 1,5 m. Direkt nördlich verlaufen tief eingefahrene Wegespuren in O-W Ausrichtung. | 28960345 | BW             |
| 53° 24′ 52″ N, 9° 49′ 45″ O | Schwiederstorf 22, Grabhügel  | Wuchtig, Durchmesser 15 m, erhaltene Höhe 1,7 m. Dezentral durch Grenzgraben des Staatsforsts angeschnitten. | 28960329 | BW             |
| 53° 24′ 47″ N, 9° 49′ 44″ O | Schwiederstorf 23, Grabhügel  | Rund mit Kuppenmulde. Durchmesser 17 m, erhaltene Höhe 1,2 m. | 28960347 | BW             |
| 53° 24′ 39″ N, 9° 48′ 36″ O | Schwiederstorf 24, Grabhügel  | Flach, steinig, 10 m Durchmesser und 0,7 m Höhe. | 28960346 | BW             |
| 53° 24′ 52″ N, 9° 48′ 11″ O | Schwiederstorf 26, Grabhügel  | Wuchtig in gutem Erhaltungszustand. Durchmesser 18 m, erhaltene Höhe 1,6 m. | 28960348 | BW             |
| 53° 24′ 54″ N, 9° 48′ 31″ O | Schwiederstorf 27, Grabhügel  | Klein, sehr gut erhalten, sanft gewölbt, Durchmesser 10 m und erhaltene Höhe 0,6 m. | 28960349 | BW             |
| 53° 24′ 54″ N, 9° 48′ 32″ O | Schwiederstorf 28, Grabhügel  | Sehr wuchtig, Durchmesser 20 m, erhaltene Höhe 1,5 m. Runderhum läuft ein alter Schützengraben mit Stellungslöchern und stört teilweise. | 28960350 | BW             |
| 53° 24′ 53″ N, 9° 48′ 38″ O | Schwiederstorf 29, Grabhügel  | Breit gewölbt, Durchmesser 15 m und erhaltenen Höhe 1,3 m. | 28960351 | BW             |
| 53° 24′ 59″ N, 9° 48′ 48″ O | Schwiederstorf 30, Grabhügel  | Flach gewölbt mit großer Eingrabung in der Mitte. Durchmesser 12 m, erhaltene Höhe 0,8 m. | 28960353 | BW             |
| 53° 25′ 10″ N, 9° 49′ 0″ O  | Schwiederstorf 31, Grabhügel  | Steil, Durchmesser 10 m und erhaltenen Höhe 0,9 m. | 28960352 | BW             |
| 53° 24′ 55″ N, 9° 49′ 34″ O | Schwiederstorf 39, Grabhügel  | Sehr steil mit alter Eingrabung in der Mitte. Durchmesser 15 m, erhaltene Höhe 1,6 m. | 28960457 | BW             |
| 53° 24′ 59″ N, 9° 49′ 45″ O | Schwiederstorf 41, Grabhügel  | Sanft gewölbt, Durchmesser 15 m und erhaltenen Höhe 0,7 m. | 28960450 | BW             |
| 53° 25′ 16″ N, 9° 49′ 13″ O | Schwiederstorf 43, Grabhügel  | Mit steilem Rand und abgeflachter Kuppe. Durchmesser 15 m, erhaltene Höhe 1 m. | 28960459 | BW             |
| 53° 25′ 20″ N, 9° 49′ 12″ O | Schwiederstorf 44, Grabhügel  | Breit, flach mit zerwühlter Oberfläche. Durchmesser 15 m, erhaltene Höhe 1 m. | 28960460 | BW             |
| 53° 25′ 20″ N, 9° 49′ 10″ O | Schwiederstorf 45, Grabhügel  | Flach gewölbt, oberflächlich zerwühlt, Durchmesser 12 m und erhaltenen Höhe 1 m. | 28960461 | BW             |
| 53° 25′ 19″ N, 9° 49′ 3″ O  | Schwiederstorf 46, Grabhügel  | Breit, wuchtig mit mehreren Eingrabungen. Durchmesser 17 m, erhaltene Höhe 1,5 m. | 28960462 | BW             |
| 53° 25′ 18″ N, 9° 49′ 3″ O  | Schwiederstorf 47, Grabhügel  | Mit Störung durch flache Mulde im Mittelstück. Maße 15 m Länge, ca. 7 m Breite und 0,7 m Höhe. | 28960458 | BW             |
| 53° 24′ 50″ N, 9° 48′ 36″ O | Schwiederstorf 105, Grabhügel | Gleichmäßig gewölbt, Durchmesser 10 m und erhaltenen Höhe 1 m. | 28960824 | BW             |
| 53° 24′ 59″ N, 9° 48′ 52″ O | Schwiederstorf 108, Grabhügel | Breit gewölbt, durch große Eingrabung in der Mitte gestört. Durchmesser 13 m, erhaltene Höhe 0,9 m. | 28960825 | BW             |
| 53° 24′ 27″ N, 9° 49′ 36″ O | Schwiederstorf 109, Steinmal  | „Karlstein“ genannter Findling. Eiszeitliche grauer Granit-Findling in natürlicher Lage und ragt ca. 1,7 m aus der Erde. Dicht nebeneinander sind 4 hufeisenförmige Symbole eingehauen. Eine Probegrabung 1951 erbrachte zahlreiche Feuersteinartefakte und ein neolithisches Flachbeil im unmittelbaren Umkreis. Diese möglichen Deponierungen lassen die Funktion als Kultstätte plausibel erscheinen. | 28960823 | Weitere Bilder |
| 53° 24′ 50″ N, 9° 48′ 34″ O | Schwiederstorf 111, Grabhügel | Kräftig gewölbt in gutem Erhaltungszustand. Durchmesser 12 m, erhaltene Höhe 1,2 m. | 28960826 | BW             |
| 53° 24′ 49″ N, 9° 48′ 33″ O | Schwiederstorf 112, Grabhügel | Sehr wuchtig, Durchmesser 20 m, erhaltene Höhe 1,6 m. | 28960827 | BW             |
| 53° 24′ 45″ N, 9° 48′ 14″ O | Schwiederstorf 113, Grabhügel | Hoch gewölbt, gut erhalten mit moderner Eingrabung im Zentrum. Durchmesser 18 m, erhaltene Höhe 1,6 m. | 28960828 | BW             |
| 53° 24′ 54″ N, 9° 49′ 2″ O  | Schwiederstorf 115, Grabhügel | Sehr flach, deutlich abgesetzte5 Rand. Waldweg überquert den nördlichen Bereich und hat den Hügel obertägig zerstört. Durchmesser 9 m, erhaltene Höhe 0,3 m. | 28960829 | BW             |
| 53° 25′ 0″ N, 9° 49′ 28″ O  | Schwiederstorf 117, Grabhügel | Rund, Durchmesser 7 m und erhaltenen Höhe 0,5 m. | 28960830 | BW             |
| 53° 23′ 55″ N, 9° 48′ 32″ O | Schwiederstorf 243, Grabhügel | Rund, nach Osten abgeflacht, Durchmesser 15 m, erhaltene Höhe 1,1 m. | 28960831 | BW             |
| 53° 23′ 58″ N, 9° 48′ 29″ O | Schwiederstorf 244, Grabhügel | Breit, stufig deformiert mit großer Eingrabung in der Mitte. Durchmesser 20 m, erhaltene Höhe 1,5 m. | 28960832 | BW             |
| 53° 23′ 56″ N, 9° 48′ 33″ O | Schwiederstorf 246, Grabhügel | | 28960834 | BW             |
| 53° 25′ 33″ N, 9° 49′ 5″ O  | Schwiederstorf 252, Grabhügel | Hochgewölbt, Durchmesser 16 m, erhaltene Höhe 1,5 m. | 28960835 | BW             |
| 53° 25′ 19″ N, 9° 49′ 23″ O | Schwiederstorf 253, Grabhügel | Wuchtig, Durchmesser 15 m, erhaltene Höhe 1,3 m. | 28960836 | BW             |

### Schwiederstorf 32
- ID:28960446
- Ostsüdöstlich von Schwiederstorf gelegenes Grabhügelfeld. Es besteht aus 7 Grabhügeln mit Durchmessern zwischen 10 – 15 m und erhaltenen Höhen von 0,7 – 1,5 m.

| Lage                        | Bezeichnung       | Beschreibung | ID       | Bild |
| --------------------------- | ----------------- | --- | -------- | ---- |
| 53° 24′ 56″ N, 9° 49′ 8″ O  | Schwiederstorf 32 | Flach gewölbt, Durchmesser 12 m, erhaltene Höhe 0,7 m.                                                                               | 28960354 | BW   |
| 53° 24′ 56″ N, 9° 49′ 8″ O  | Schwiederstorf 33 | Sehr flach gewölbt, Durchmesser 13 m und 0,8 m erhaltene Höhe. Mitte eingesunken, eine Rückegasse von O-W über die Kuppe.            | 28960354 | BW   |
| 53° 24′ 56″ N, 9° 49′ 13″ O | Schwiederstorf 34 | Wuchtig, Durchmesser 15 m, erhaltene Höhe 1,5 m.                                                                                     | 28960452 | BW   |
| 53° 24′ 56″ N, 9° 49′ 15″ O | Schwiederstorf 35 | Steil, Durchmesser 10 m, erhaltene Höhe 1,3 m. Große Eingrabung in der Mitte - der alte Auswurf lässt den Hügel überhöht erscheinen. | 28960453 | BW   |
| 53° 24′ 57″ N, 9° 49′ 15″ O | Schwiederstorf 36 | Wuchtig mit zerwühlter Oberfläche. Durchmesser 12 m, erhaltene Höhe 1,1 m. In jüngerer Zeit durch Sandabfuhr stark deformiert.       | 28960454 | BW   |
| 53° 24′ 56″ N, 9° 49′ 17″ O | Schwiederstorf 37 | Kräftig gewölbt, Durchmesser 10 m, erhaltene Höhe 1,2 m.                                                                             | 28960448 | BW   |
| 53° 24′ 57″ N, 9° 49′ 20″ O | Schwiederstorf 38 | Kräftig gewölbt, Durchmesser 10 m, Höhe 1,2 m.                                                                                       | 28960456 | BW   |

### Schwiederstorf 49
- ID:28960447
- Südöstl. von Schwiederstorf gelegenes Grabhügelfeld mit 54 erhaltenen kleinen Buckelhügeln. Die Durchmesser liegen zwischen 2 – 8 m bei 0,1 – 0,6 m erhaltener Höhe. Der Hügel FStNr. 103 wurde durch Rüland 1948 ausgegraben, er enthielt eine halbkreisförmige Steinsetzung um eine von Steinen umstellte Urne mit zwei Beigefäßen, die in die frühe Eisenzeit zu datieren sind.

| Lage                        | Bezeichnung        | Beschreibung                                                                                 | ID       | Bild |
| --------------------------- | ------------------ | -------------------------------------------------------------------------------------------- | -------- | ---- |
| 53° 24′ 47″ N, 9° 48′ 20″ O | Schwiederstorf 49  | Klein, Durchmesser 4 m, erhaltene Höhe 0,2 m.                                                | 28960463 | BW   |
| 53° 24′ 47″ N, 9° 48′ 19″ O | Schwiederstorf 50  | Klein, Durchmesser 4 m, erhaltene Höhe 0,2 m.                                                | 28960467 | BW   |
| 53° 24′ 47″ N, 9° 48′ 19″ O | Schwiederstorf 51  | Klein, Durchmesser 5 m, erhaltene Höhe 0,2 m.                                                | 28960468 | BW   |
| 53° 24′ 48″ N, 9° 48′ 19″ O | Schwiederstorf 52  | Klein, Durchmesser 3 m, erhaltene Höhe 0,1 m.                                                | 28960471 | BW   |
| 53° 24′ 48″ N, 9° 48′ 19″ O | Schwiederstorf 53  | Groß, Durchmesser 7 m, erhaltene Höhe 0,5 m.                                                 | 28960469 | BW   |
| 53° 24′ 48″ N, 9° 48′ 20″ O | Schwiederstorf 54  | Groß, Durchmesser 8 m, erhaltene Höhe 0,6 m.                                                 | 28960472 | BW   |
| 53° 24′ 47″ N, 9° 48′ 21″ O | Schwiederstorf 55  | Groß mit abgeflachter Kuppe, Durchmesser 8 m, erhaltene Höhe 0,3 m.                          | 28960473 | BW   |
| 53° 24′ 48″ N, 9° 48′ 19″ O | Schwiederstorf 56  | Groß, Durchmesser 7 m, erhaltene Höhe 0,4 m.                                                 | 28960474 | BW   |
| 53° 24′ 49″ N, 9° 48′ 20″ O | Schwiederstorf 57  | Durchmesser 4 m, erhaltene Höhe 0,1 m.                                                       | 28960568 | BW   |
| 53° 24′ 49″ N, 9° 48′ 20″ O | Schwiederstorf 58  | Durchmesser 4 m, erhaltene Höhe 0,1 m.                                                       | 28960569 | BW   |
| 53° 24′ 50″ N, 9° 48′ 20″ O | Schwiederstorf 59  | Durchmesser 4 m, erhaltene Höhe 0,3 m.                                                       | 28960570 | BW   |
| 53° 24′ 50″ N, 9° 48′ 19″ O | Schwiederstorf 60  | Durchmesser 4 m, erhaltene Höhe 0,2 m.                                                       | 28960571 | BW   |
| 53° 24′ 49″ N, 9° 48′ 21″ O | Schwiederstorf 61  | Buckelhügel mit Kuppenmulde, Durchmesser 4 m, erhaltene Höhe 0,2 m.                          | 28960572 | BW   |
| 53° 24′ 50″ N, 9° 48′ 21″ O | Schwiederstorf 62  | Durchmesser 5 m, erhaltene Höhe 0,2 m.                                                       | 28960573 | BW   |
| 53° 24′ 50″ N, 9° 48′ 20″ O | Schwiederstorf 63  | Durchmesser 5 m, erhaltene Höhe 0,3 m.                                                       | 28960574 | BW   |
| 53° 24′ 50″ N, 9° 48′ 18″ O | Schwiederstorf 64  | Groß, Durchmesser 7 m, erhaltene Höhe 0,3 m.                                                 | 28960575 | BW   |
| 53° 24′ 50″ N, 9° 48′ 20″ O | Schwiederstorf 65  | Klein, Durchmesser 3 m, erhaltene Höhe 0,1 m.                                                | 28960576 | BW   |
| 53° 24′ 50″ N, 9° 48′ 21″ O | Schwiederstorf 66  | Durchmesser 4 m, erhaltene Höhe 0,2 m.                                                       | 28960577 | BW   |
| 53° 24′ 50″ N, 9° 48′ 20″ O | Schwiederstorf 67  | Durchmesser 4 m, erhaltene Höhe 0,2 m.                                                       | 28960578 | BW   |
| 53° 24′ 50″ N, 9° 48′ 22″ O | Schwiederstorf 68  | Durchmesser 4 m, erhaltene Höhe 0,2 m.                                                       | 28960470 | BW   |
| 53° 24′ 50″ N, 9° 48′ 21″ O | Schwiederstorf 69  | Durchmesser 5 m, erhaltene Höhe 0,3 m.                                                       | 28960579 | BW   |
| 53° 24′ 50″ N, 9° 48′ 21″ O | Schwiederstorf 70  | Durchmesser 4 m, erhaltene Höhe 0,2 m.                                                       | 28960580 | BW   |
| 53° 24′ 50″ N, 9° 48′ 21″ O | Schwiederstorf 71  | Von Forstfahrzeugen beschädigter kleiner Buckelhügel, Durchmesser 3 m, erhaltene Höhe 0,1 m. | 28960582 | BW   |
| 53° 24′ 50″ N, 9° 48′ 21″ O | Schwiederstorf 72  | Durchmesser 3 m, erhaltene Höhe 0,1 m.                                                       | 28960581 | BW   |
| 53° 24′ 51″ N, 9° 48′ 20″ O | Schwiederstorf 73  | Durchmesser 5 m, erhaltene Höhe 0,3 m.                                                       | 28960583 | BW   |
| 53° 24′ 50″ N, 9° 48′ 22″ O | Schwiederstorf 74  | Durchmesser 4 m, erhaltene Höhe 0,2 m.                                                       | 28960584 | BW   |
| 53° 24′ 50″ N, 9° 48′ 22″ O | Schwiederstorf 75  | Durchmesser 6 m, erhaltene Höhe 0,3 m.                                                       | 28960585 | BW   |
| 53° 24′ 50″ N, 9° 48′ 22″ O | Schwiederstorf 76  | Durchmesser 4 m, erhaltene Höhe 0,1 m.                                                       | 28960586 | BW   |
| 53° 24′ 51″ N, 9° 48′ 21″ O | Schwiederstorf 77  | Durchmesser 2 m, erhaltene Höhe 0,1 m.                                                       | 28960587 | BW   |
| 53° 24′ 50″ N, 9° 48′ 23″ O | Schwiederstorf 78  | Durchmesser 4 m, erhaltene Höhe 0,2 m.                                                       | 28960588 | BW   |
| 53° 24′ 51″ N, 9° 48′ 22″ O | Schwiederstorf 79  | Durchmesser 5 m, erhaltene Höhe 0,2 m.                                                       | 28960590 | BW   |
| 53° 24′ 50″ N, 9° 48′ 22″ O | Schwiederstorf 80  | Durchmesser 4 m, erhaltene Höhe 0,2 m.                                                       | 28960591 | BW   |
| 53° 24′ 50″ N, 9° 48′ 23″ O | Schwiederstorf 81  | Klein, Durchmesser 3 m, erhaltene Höhe 0,1 m.                                                | 28960592 | BW   |
| 53° 24′ 50″ N, 9° 48′ 23″ O | Schwiederstorf 82  | Durchmesser 2 m, erhaltene Höhe 0,1 m.                                                       | 28960593 | BW   |
| 53° 24′ 51″ N, 9° 48′ 23″ O | Schwiederstorf 83  | Durchmesser 4 m, erhaltene Höhe 0,2 m.                                                       | 28960709 | BW   |
| 53° 24′ 51″ N, 9° 48′ 22″ O | Schwiederstorf 84  | Durchmesser 5 m, erhaltene Höhe 0,3 m.                                                       | 28960711 | BW   |
| 53° 24′ 51″ N, 9° 48′ 23″ O | Schwiederstorf 85  | Durchmesser 4 m, erhaltene Höhe 0,15 m.                                                      | 28960710 | BW   |
| 53° 24′ 50″ N, 9° 48′ 23″ O | Schwiederstorf 86  | Klein, Durchmesser 3 m, erhaltene Höhe 0,1 m.                                                | 28960712 | BW   |
| 53° 24′ 50″ N, 9° 48′ 24″ O | Schwiederstorf 87  | Klein, Durchmesser 4 m, erhaltene Höhe 0,3 m.                                                | 28960713 | BW   |
| 53° 24′ 50″ N, 9° 48′ 24″ O | Schwiederstorf 88  | Klein, Durchmesser 3 m, erhaltene Höhe 0,1 m.                                                | 28960714 | BW   |
| 53° 24′ 50″ N, 9° 48′ 25″ O | Schwiederstorf 89  | Durchmesser 4 m, erhaltene Höhe 0,2 m.                                                       | 28960715 | BW   |
| 53° 24′ 50″ N, 9° 48′ 25″ O | Schwiederstorf 90  | Durchmesser 4 m, erhaltene Höhe 0,1 m.                                                       | 28960717 | BW   |
| 53° 24′ 51″ N, 9° 48′ 24″ O | Schwiederstorf 91  | Durchmesser 3 m, erhaltene Höhe 0,1 m.                                                       | 28960718 | BW   |
| 53° 24′ 51″ N, 9° 48′ 24″ O | Schwiederstorf 92  | Durchmesser 5 m, erhaltene Höhe 0,3 m.                                                       | 28960719 | BW   |
| 53° 24′ 51″ N, 9° 48′ 24″ O | Schwiederstorf 93  | Durchmesser 4 m, erhaltene Höhe 0,2 m.                                                       | 28960720 | BW   |
| 53° 24′ 51″ N, 9° 48′ 25″ O | Schwiederstorf 94  | Durchmesser 3 m, erhaltene Höhe 0,1 m.                                                       | 28960721 | BW   |
| 53° 24′ 51″ N, 9° 48′ 24″ O | Schwiederstorf 95  | Durchmesser 4 m, erhaltene Höhe 0,2 m.                                                       | 28960817 | BW   |
| 53° 24′ 51″ N, 9° 48′ 26″ O | Schwiederstorf 96  | Durchmesser 5 m, erhaltene Höhe 0,25 m.                                                      | 28960818 | BW   |
| 53° 24′ 51″ N, 9° 48′ 23″ O | Schwiederstorf 97  | Im Zentrum eine 2 × 2 m messende Eingrabung. Durchmesser 8 m, erhaltene Höhe 0,6 m.          | 28960819 | BW   |
| 53° 24′ 51″ N, 9° 48′ 23″ O | Schwiederstorf 98  | Durchmesser 5 m, erhaltene Höhe 0,2 m.                                                       | 28960708 | BW   |
| 53° 24′ 51″ N, 9° 48′ 24″ O | Schwiederstorf 99  | Durchmesser 4 m, erhaltene Höhe 0,2 m.                                                       | 28960716 | BW   |
| 53° 24′ 52″ N, 9° 48′ 24″ O | Schwiederstorf 100 | Groß, Durchmesser 8 m, erhaltene Höhe 0,6 m.                                                 | 28960820 | BW   |
| 53° 24′ 51″ N, 9° 48′ 25″ O | Schwiederstorf 101 | Durchmesser 4 m, erhaltene Höhe 0,2 m.                                                       | 28960821 | BW   |
| 53° 24′ 51″ N, 9° 48′ 26″ O | Schwiederstorf 102 | Klein, Durchmesser 3 m, erhaltene Höhe 0,1 m.                                                | 28960822 | BW   |